# Jacob Gibson

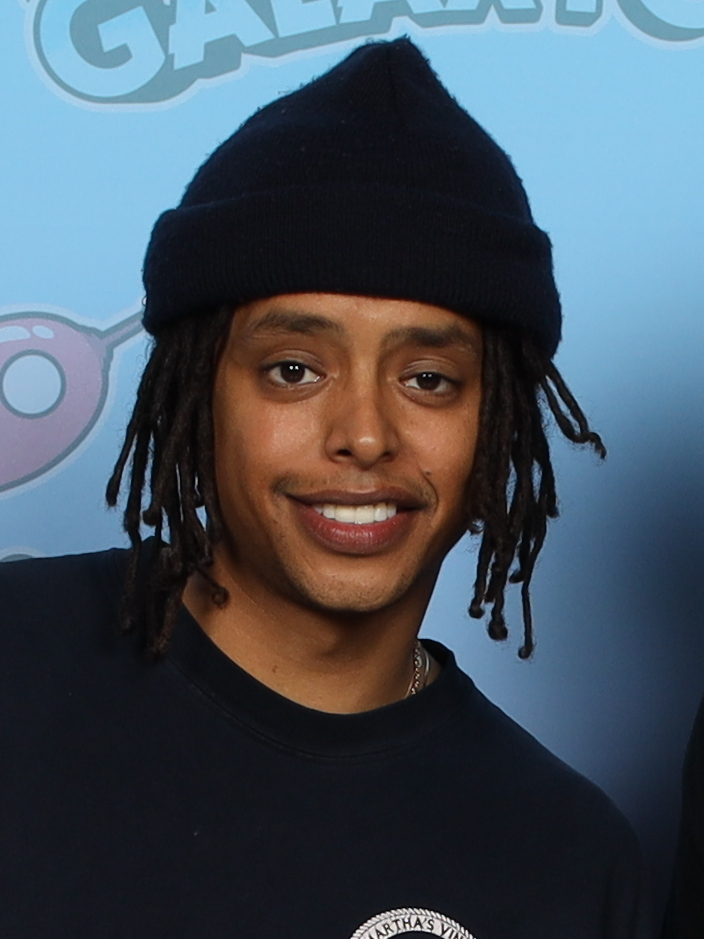
Jacob Gibson (2024)

Jacob Romero Gibson (* 11. Juli 1996 in Denver, Colorado) ist ein US-amerikanischer Theater- und Filmschauspieler.

## Leben
Gibson wurde am 11. Juli 1996 in Denver geboren. Von 2011 bis 2014 durchlief Gibson verschiedene Schauspielkurse am California Institute of the Arts. Erste schauspielerische Erfahrung sammelte er als Bühnendarsteller und in Kurzfilmen. 2018 wirkte er in einer Episodenrolle der Fernsehserie Atlanta Medical mit. 2019 folgten Episodenrollen in den Fernsehserien All Rise – Die Richterin und Grey’s Anatomy. Von 2019 bis 2020 stellte er die Rolle des AJ Delajae in insgesamt 15 Episoden der Fernsehserie Greenleaf dar. Im November 2021 wurde bekannt, dass er die Rolle des Lysop in der Netflix-Serienproduktion One Piece darstellen wird. 2023 verkörperte er diese Rolle in insgesamt sechs Episoden der ersten Staffel.

## Filmografie (Auswahl)
- 2016: Perceptions of Superheroes (Kurzfilm)
- 2016: Under Water: Dive Deep (Kurzfilm)
- 2018: Atlanta Medical (The Resident, Fernsehserie, Episode 1x06)
- 2018: The Mosaic (Kurzfilm)
- 2018: #Prayfor (Kurzfilm)
- 2019: All Rise – Die Richterin (All Rise, Fernsehserie, Episode 1x04)
- 2019: Grey’s Anatomy (Fernsehserie, Episode 16x04)
- 2019: Snake Eyes (Kurzfilm)
- 2019: Jealous (Kurzfilm)
- 2019–2020: Greenleaf (Fernsehserie, 15 Episoden)
- 2021: Black Prom (Kurzfilm)
- seit 2023: One Piece (Fernsehserie)

## Theater (Auswahl)
- Uncle Vanya, Regie: Mirjana Jokovic
- We are Proud to Present a Presentation about the Herero of Namibia, Regie: Nataki Garret
- The Intruder, Regie: Alexander Demers
- L.A. Founding Families, Regie: Marissa Chiva
- Life of Bob, Regie: Roger Guinevere Smith
- Merchant of Venice, Regie: Mary Lou Rosato
- Road Kill Giant, Regie: Marina McClure
- Richard III, Regie: Mary Lou Rosato